# معادلة متسامية

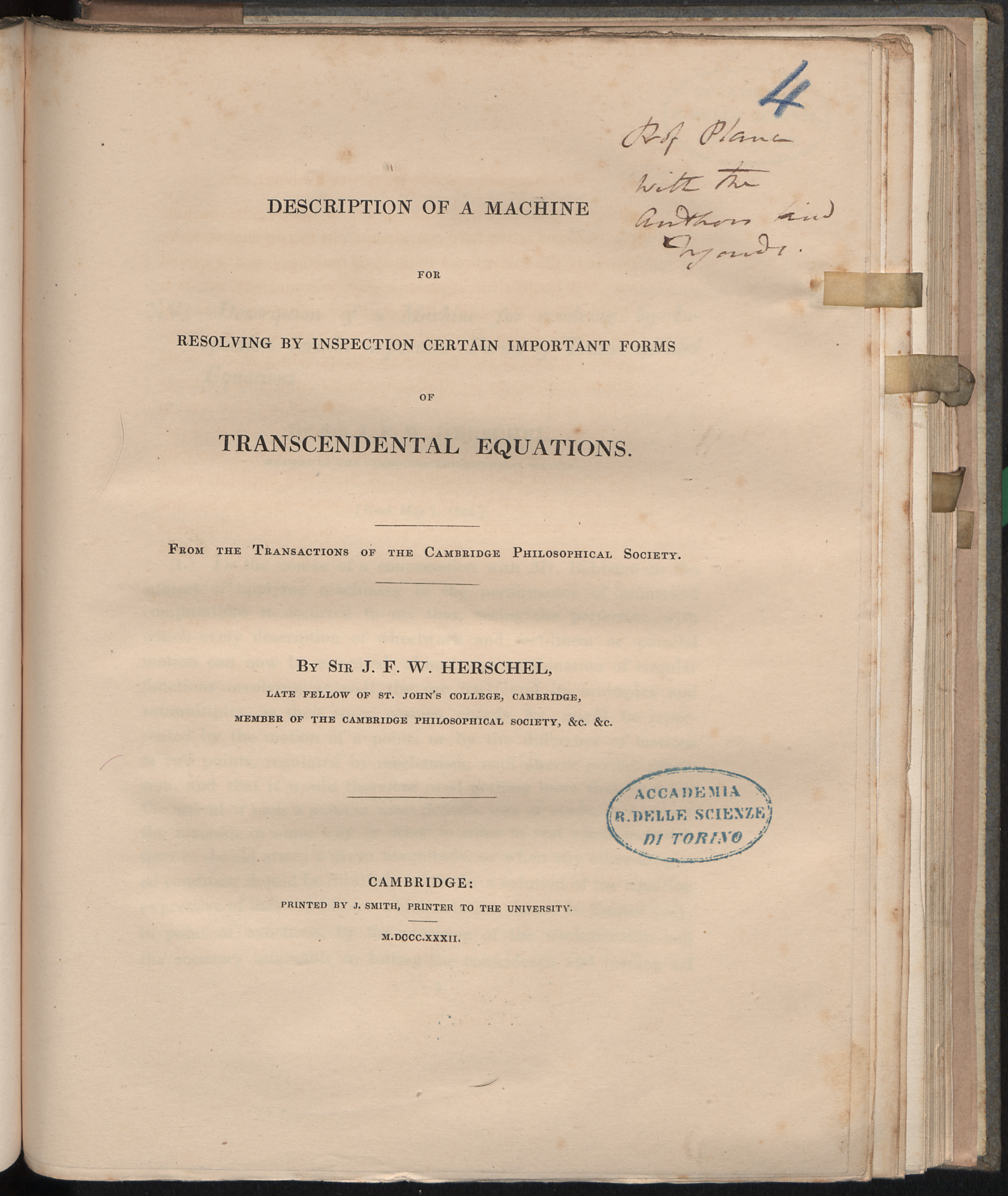

المعادلة المتسامية (بالإنجليزية: Transcendental equation)‏ هي معادلة تحتوي على دالة متسامية (دالة مثلثية أو أسية أو معكوساتهما) ومن أمثلتها.

{\displaystyle x=e^{-x}}
{\displaystyle x=\sin x}

## حل المعادلات المتسامية
يعد حل المعادلات المتسامية صعبا نسبيا مقارنة بحل المعادلات الجبرية لكن ثمة عدة حلول بيانية وعددية لمثل هذا النوع من المعادلات. ففي الحلول البيانية ، فإن نقطة التقاطع بين عناصر المعادلة تمثل نقطة الحل. أما في الحلول العددية فيمكن إيجاد نقطة الحل حسابيا أو بواسطة التقريب باستعمال متسلسلة تايلور إذا كانت قيمة المتغير صغيرة.